# 建築設計事務所
建築設計事務所（けんちくせっけいじむしょ）とは、建築物の計画立案、設計、設計監理、工事監理等を業務とする事務所である。

## 概説
建築設計には意匠設計、構造設計、設備設計の分野があり、各々を専門とする建築設計事務所もある。元来、設計の統括者はアーキテクトであり、構造分野の者は構造エンジニアで、設備分野の者は設備に関するエンジニアである。建築設計は、それら事務所あるいは個人がパートナーシップを組んで行なわれている。
総合的な建築設計事務所である場合を除き、日本においては通常、設計業務の受託の関係から意匠設計の事務所がそれらを統括することが多い。しかし、アーキテクトであるべき統括の事務所が、単なる意匠設計専門の事務所に過ぎない場合は問題があると言える。
本来、建築設計事務所は施工会社とは独立の関係を持ち、建築主に対するサービス業としての位置を取るべきものであるが、日本独特のものである「設計施工」においては施工会社のパートナーとして、あるいはその一部門である社内事務所としての形態をとる事務所もある。なお日本の法では、他人の求めに応じ報酬を得て下記の行為を業務とする場合、その事務所の開設者は都道府県に建築士事務所登録をしなければならない（建築士法第5章）。すなわち、建築設計事務所は管理建築士を置く建築士事務所である必要がある。建設会社設計部のように、施工会社が業務として設計部署を設け設計行為を行う際も登録の必要がある。ただし、実状は、建築確認申請の手続を行う統括事務所にのみ求められるものと言え、外注先の構造や設備専門の事務所が登録事務所でないことが見受けられる。厳密にはこれは建築士法違反の行為となる。
建築主より受け取る建築物の設計・工事監理の報酬は、「設計監理料」と呼ばれる。設計監理料の算定方法としては、建築物の規模や難易度に応じ、工事金額の一定割合とするもの（料率）、建設省告示 1206 号に基づいて所要人数・日数などから設計積算するものがある。また、上記業務協力においての事務所間に対する報酬も存在する。
米国では、architectural firm または architecture firmと表し、1人以上の免許を持つ 建築家を雇用し、建築の職を遂行する会社。英国など他の国では、建築サービスを提供する会社の意。オーストラリア、カナダ、および米国であると個々の州によって認可される場合があり 開設免許は通常、正式な教育、インターンシップ、および試験により取得達成される。建築家は個別に認可されているが、州法などでさまざまな形態の事業組織にすることが許可されている。米国のすべての州では建築家がパートナーシップ形成することを許可しており、ほとんどは建築家が企業または専門法人を形成すること、一部の州では有限責任パートナーシップ （LLP）または有限責任会社 （LLC）を許可している。州によっては建築サービスを提供するために登録を取得するよう事務所に要求しており、その他は事務所が建築工事を州で認可された建築家の直接監督の下で実行されることを単に要求しているだけである。いくつかの米国の州では企業のライセンスを受けた従業員があらゆるプロジェクトの記録設計者として機能することを条件に、建築設計事務所が建築業務を提供することを許可しているが、英国およびその他の国では建築設計事務所は事業登録をしなければならず、完全な建築業務を提供するためにチーム内に少なくとも1人、登録された専門家を必要とする他、職業賠償保険加入も義務付けられている。
米国の建築会社には通常、少なくとも1人「プリンシパル」と会社の個人事業主であるライセンス建築家、または会社の他の建築家と所有権を共有する（パートナーシップのパートナーとして、または企業の株主として）がいる 。場合によっては、プリンシパルの役職が会社の所有権の一定割合を所有する所有者に限定されたり、会社でリーダーシップの役割を持つ人を含むように拡大される場合があるが 一部の企業は、「主任責任者」という肩書を使用することもある。これは、特定のプロジェクトに関連して企業の業務を監督する建築家を示している 。英国およびその他の国では、建築設計事務所の所長が業務を担当するが通常、資格のある建築家、建築技術者 エンジニア、または建築設計者である。
5人未満の小規模事務所には通常、正式な組織構造がなくこれは、プリンシパルと従業員の個人的な関係に依存しており、5〜50人の従業員を抱える中規模企業なら多くの場合、設計、生産、事業開発、建設管理などの部門で部門ごとに編成されている。50人以上の企業規模ならば部門、地域、またはプロジェクトタイプに特化したスタジオで編成されるが、他の順列も存在する 。情報技術の進歩により、企業は世界各地にオフィスを開設したり、他の企業と提携したりすることが現在では可能で、これにより作業の一部を米国または英国で、他の部分をたとえばインドやメキシコなどで実施することができ、アジア諸国で低コストでスキルの高い専門家を活用することに加えて、一部の企業は実質的に時差による2〜3回のシフトで働くこともできるが、インドと中国の開発者が米国と欧州の企業を雇用し、現地開発に取り組むようになっていることにも注意することが重要で、これらの国の建築設計事務所によって調整または下請けされることが多く、事実上、米国および欧州の設計事務所に業務をアウトソーシングしている。最近の市場状況によりこの傾向は加速し、インドと中国の建築設計事務所の数が増え、現在、西側の建築家に業務をアウトソーシングしている。

## 歴史
建築家（またはマスタービルダー）は、歴史の初期から記録され、最古の建築家にはイムホテップ （紀元前2600年頃）とセネムート （紀元前1470年頃）が存在していたが、これらの建築家がどのように仕事をしたかを説明する文書はない。彼らの仕事を洗練し手助けるアシスタントとリテーナーのスタッフがいると仮定するのが合理的であるが、ローマの建築家ウィトルウィウスによる都市、建物、時計、機械の設計と建設について説明している建築に関する最も古い現存の本であるDe architecturaは、建築家のアシスタントの組織に関する情報を提供していない。ゆえに人類の歴史の大部分においてほとんどの建築家はデザイン以外の活動から一次収入を得て、プロジェクトごとにアシスタントを雇い、パートタイムの追求としてデザインを実践していた裕福な個人であると一般に認識されている。
特定のトレーニングと認定が提供され始めたのは、建築がフルタイムの職業として実践され始めた19世紀のことであり、米国でならば チャールズ・ブルフィンチがフルタイムのプロの建築家として働いたとされている最初の人である。ヘンリー・ホブソン・リチャードソンは、最初にオフィスを持った人物の1人であり、マッキー・ミード＆ホワイトが、大規模で近代的建築会社に似た組織では最初である可能性がある 。米国で最も古い建築設計事務所であるのはミシガン州デトロイトのSmithGroup、ケンタッキー州ルイビルのLuckett＆ファーリーの両社が1853年に設立されているが、英国ならば1750年にイギリスのヨークで設立され現在も継続しているBrierley_Groomが最古で、おそらくそれが世界で最も古い建築設計事務所かもしれない。

## 建築設計事務所の職務
設計以前の作業
- 設計図書を作る際、建築主の要望・意図の確認。打ち合わせなど。
- 設計事務所では下記のような業務を行う。通常すべてを行うことが多いが最近では一部のみを受託する場合もある(設計施工の場合は工事請負業者が行う)。
  - 企画・調査業務
  - 基本設計業務
  - 実施設計業務
  - 工事監理業務
  - その他(確認申請業務、住宅金融公庫等の建設資金の手続き、測量、地盤調査、竣工後の検査、耐震検査等)
- 設計を行うための必要事項は、施主の要望である建物の使用目的、要求性能(建物の規模、耐用年数(計画供用年数)、建物の仕様、必要設備の仕様等)、工事の予算、収支、設計に必要な法的制約の有無、敷地の状況、地盤の状況、その他(建築基準法以外に、電波障害、プライバシー、色彩、日照権、風障害、住民協定、緑化規定、騒音、振動等に対する要求等)がある。

基本設計
- 建築主の希望と予算を元に、諸条件を勘案しながら建築主の望む建物を計画し、建築図面などを作成する。でき上がった図面、書類ごとに説明をする。
- 基本設計は実施設計を行う前の段階の設計で注文者、その他関係者との検討、打ち合わせ、概算金額の算出、施工計画の立案等に使用される。基本設計の内容は注文者の要望、法的な事項をクリヤーした内容である。図面は、平面図、立面図、断面図、仕様(構造共)、外構、主要部分の展開図、建具図等が含まれる。

実施設計
- 基本設計に基づき、工事施工および工事費の算出に必要となる詳細な設計図と設計図書を作成する。
- 実施設計での図面は精算見積りができ、施工ができる(施工図が描ける)図面で契約図書となる図面である。図面は、建物概要書、特記仕様書、平面図、立面図、断面図、展開図、各部位の詳細図・建具図、家具図(備品)、構造図、外構図、設備図(電気、空調、機械、衛生器具、EV等の昇降機等)等である。この図面を基に施工図が作成、施工計画が立案され、建物の施工が行われる。日本においては、更にこの設計図に基づいて施工会社が実際の各種工事に関し職方に指示を出す為の「施工図」を作成しているが、欧米においての設計図はそれ自体が施工図として読み取れるほどの密度である。その意味では日本の設計図書図面等は詳細とは言い難い。

構造設計（構造設計事務所）
- 実施設計の一部。自重や台風、雪、地震に対する強度など、その建築物の安全性の根拠となる構造計算書を作成し、構造図を作成する。一定規模以上の建築物は構造設計一級建築士の関与、承認が必要になった。
- しかし、その建築物が木造2階建・平屋建など小規模である場合、確認申請書に構造計算書の添付の必要がないということから、構造設計自体が省略されてしまう事例が見受けられる。

設備設計（設備設計事務所）
- 実施設計の一部。建築に付帯する設備（電気設備、機械設備）について、快適性、安全性を検証し、設備の配置、配管・配線を設計する。また消防法に基づいて必要な消防設備を設計する。設備図の作成を行う。

建築積算（建築積算設計事務所）
- 実施設計の一部。設計図書に基づき、工事費の算出を行い、設計書をとりまとめる。工事請負契約に際しての判定根拠として用いるほか、工事予算との擦り合わせの為のフィードバックや、設計内容の整合性のチェックとしても重要である。積算専門の事務所もある。

建築確認申請
- 建築基準法上建築の確認申請が必要になる場合において、建築確認申請書および添付書類の作成を行う。通常、建築主の代理者として申請書を官公庁建築主事または指定確認検査機関へ提出する。訂正および確認済証の受取りも行う。

工事監理
- 設計図書を建築主に代わって施工者に提示し、説明し、質問などに答える。
- 工事施工に関して、各工事の必要な時期設計どおりの施工が行われているか監理する。設計者とは別の事務所が受託して行う場合がある。基本的に、設計上の不具合の是正または設計変更等については設計行為であり、設計者である事務所に差戻して行う。施工が契約図書（設計図書、見積書、仕様書等）に反する場合には修正させる。また、技術的に不備である場合なども適正にさせる。
- 建築工事の指導監督。工事監理、建設業法上の施工管理又はいわゆる現場監督でなく、建築工事について工事施工者に即した立場でない、建築主の依頼による第三者的立場から指導監督する。
- 商業施設においては、テナント工事（主に建物本体工事とは別に行う店舗内の内装工事をいう）の調整及び工事監理を行う内装監理という監理者を置く場合がある（一般的に工事監理者と内装監理者が兼務して行うことはない）。

工事契約助言
- 工事監理の一部。工事施工の見積りを取りその内容を精査したうえで、建築主に対して発注先の選定および契約・発注のアドバイスを行う。建売業者や住宅メーカーあるいは工務店など、施工者が提出した「見積書」をチェックする。工事請負契約の内容を十分に調査・検討する。適切な施工者を選定するためのデータなどを整理し、建築主に助言・進言する。依頼者と工事を施工する者との契約に立会い、著名捺印する。建築工事契約に関する事務を行う。等

検査と審査
- 工事監理の一部。工事の各段階に関して適切な検査をする。工事費支払いの審査をする。完成検査をする。

- 設計図書には設計図、建築図（意匠図）、構造図、設備図、仕様書がある。

- 建築設計者が行うものは設計監理で、工務店や建設会社が行うのは工事管理である。したがって、建築工事を直接実施しているのは、建築設計者や工務店、建設会社ではなく、トビ、大工などそして左官、建具、経師、板金、電気、水道等それぞれの職人になる。

## 意匠設計の事務所
建築の設計のうち、意匠設計を行う設計事務所にも種類がある（以下にあげる事務所には、構造設計なども含めて行う事務所もある）。
- アトリエ事務所
個人の建築家が主宰する事務所をこのように呼ぶ。設計される建築は作家性、作品性をもった「作品」をつくる。新建築、GA JAPANなどに作品を発表することが多い。スタッフは、建築家の下での修業の後独立し、アトリエを構えることもある。
- 設計監理協同組合方式
個人で設計事務所をそれぞれ経営する一方で、組合を結成して設計業務を行う方式もある。この方式の設計集団も全国にあり、上記アトリエ系のうち、同人方式やユニット方式などがあるが、これも協同組合方式と類似の設計業務スタイルである。
- 組織設計事務所
比較的大きな、設計専業の会社組織の事務所をこのように呼ぶ。新建築、GA JAPANなどに作品を発表することもある。この場合は、その作品の設計責任者を併記して発表するのが通例である。
- ハウスメーカー
自社仕様の住宅の設計、技術開発を行う。具体的な個別の物件については、マニュアルや仕様を定め素人である営業マンでも平面をまとめられるようにしているが、複雑な場合社外の契約事務所にプラン作りや申請書作成を委託する場合が多く見られる。
- 建設会社・建設業設計部
「設計施工」を請負った場合の実施設計を担当する。会社によっては各種工法の開発、研究部門を含めている所もある。原則的に「設計施工分離」の公共建築の設計は、工事を請負う為に出来ない。
- その他の事務所
これが数としては最も多い。個人経営から株式会社まで様々である。独自に建築主から依頼を受けるものや、上記事務所への協力あるいは下請けの形で間接的に受けるもの、あるいはその両方をするもの、建築コンサルタント業務を行うもの、建設コンサルタント、都市計画コンサルタントの建築部門や不動産会社の設計部署の形式をとるなど、業務形態も様々である。更にはプランニングやプロデュース専門のデザイン事務所、補償コンサルタント、店舗コンサルタント、確認申請手続を専門に受ける「確認代願」、図面作成のみを受ける「ドラフトマン」と呼ばれるものなども、建築士事務所登録をしているならば建築設計事務所とみられる。